# Tinerfe
Tinerfe, conocido con el apelativo el Grande, es el nombre de un aborigen guanche de Tenerife −Islas Canarias-, último mencey de toda la isla antes de su división en nueve menceyatos. Se estima que vivió a finales del siglo xiv.

## Antroponimia
El primer autor en dar el antropónimo Tinerfe para el último rey absoluto de Tenerife fue Antonio de Viana en su poema histórico Antigüedades de las Islas Afortunadas publicado en 1604, si bien muchos historiadores modernos lo consideran una de las invenciones del poeta.
Por su parte, Juan de Abréu Galindo indica que el nombre de este último rey fue Betzenuriia, que Fray Alonso de Espinosa y Leonardo Torriani dan a su hijo primogénito y primer mencey de Taoro bajo las variantes Betzenuhya y Detzenuhia respectivamente.
Aparece en fuentes posteriores con las variantes Thinerfe y Thynarf.
Algunos historiadores como Juan Núñez de la Peña y Tomás Arias Marín de Cubas refieren que el nombre de la isla de Tenerife podría provenir del antropónimo Tinerfe.

## Biografía
La tradición histórica recogida por los primeros historiadores aluden a que en tiempos anteriores al inicio de la conquista europea de Canarias el gobierno de Tenerife se hallaba bajo un solo rey. Así, Espinosa dice en su obra Historia de Nuestra Señora de Candelaria:

Muchos años estuvo esta isla y gente della sujeta a un solo rey, que era el de Adeje, cuyo nombre se perdió de la
memoria, y como llegase a la vejez, a quien todo se le atreve, cada cual de sus hijos, que eran nueve, se levantó con su pedazo de tierra, haciendo término y reino por sí.

Todos los autores clásicos coinciden en apuntar la existencia de un rey absoluto de Tenerife con residencia en Adeje, a cuya muerte o vejez fue dividida la isla entre sus nueve hijos legítimos: Acaymo, Atbitocazpe, Atguaxoña, Benecharo, Betzenuhya, Caconaimo, Chincanairo, Rumen y Tegueste. También tuvo un hijo bastardo: Aguahuco, quien obtuvo el señorío de Punta del Hidalgo.
El resto de datos biográficos de Tinerfe los da el médico e historiador Juan Bethencourt Alfonso. Para este autor, Tinerfe era hijo del mencey Sunta, sucediéndole en la jefatura del reino único de Tenerife a su muerte. Sin embargo, al igual que ocurrió con sus predecesores, sus tíos intentaron usurpar el poder. Bethencourt afirma que Tinerfe «reformó la táctica de su padre y fue el fundador de la estrategia, alcanzando Tenerife una gran prosperidad bajo su prolongado reinado».